# The Orleans Hotel and Casino
The Orleans Hotel and Casino – hotel i kasyno, znajdujący się w amerykańskim mieście Las Vegas, w stanie Nevada. Stanowi własność korporacji Boyd Gaming Corporation. Mimo że obiekt jest miejscem pobytu turystów z całego świata, jego nieformalną grupę docelową stanowią lokalni mieszkańcy Vegas i jego okolic.
Orleans znajduje się w odległości ponad kilometra od Las Vegas Strip, jednak codziennie, w godzinach od 9:00 do 00:30, co 30 minut z hotelu kursuje darmowy bus, kierujący się wprost do Bill’s Gamblin’ Hall and Saloon, który z kolei znajduje się w sąsiedztwie Bally’s Las Vegas i Caesars Palace.
W skład kompleksu Orleans wchodzi hotel z 1.885 pokojami, kasyno o powierzchni 12.500 m² z jednym z największych pokoi pokerowych w Las Vegas, wielofunkcyjna Orleans Arena, która może pełnić rolę lodowiska, spa, kino, kręgielnia, salon piękności, a także kilka restauracji.